# Aleksander Szałaj
Aleksander Szałaj (ur. 8 listopada?/20 listopada 1879 w Słucku,  zm. 14 listopada 1938 w Bobrujsku) – kapłan prawosławny, nowomęczennik.
O jego dzieciństwie i młodości nic nie wiadomo. W latach 30. XX wieku był już proboszczem parafii Trójcy Świętej w Błoniu. W sierpniu 1935 przeciwstawiał się akcji zdejmowania dzwonów z cerkwi, a następnie bezskutecznie usiłował bronić swojej świątyni przed zamknięciem. Również po likwidacji parafii prowadził nielegalną działalność duszpasterską. Z tego powodu 6 sierpnia 1937 został aresztowany i oskarżony o agitację kontrrewolucyjną, w szczególności przeciwko kolektywizacji. Kapłan odmówił również zrzeczenia się święceń kapłańskich. Po ciężkim śledztwie został 10 października 1937 skazany na rozstrzelanie i konfiskatę majątku połączoną z wysiedleniem rodziny. Został stracony w Bobrujsku 14 listopada tego samego roku.
10 kwietnia 1989 został całkowicie zrehabilitowany. 28 października 1999 kanonizowany przez Egzarchat Białoruski Patriarchatu Moskiewskiego jako jeden z Soboru Nowomęczenników Eparchii Mińskiej. Od 2000 jest czczony w całym Rosyjskim Kościele Prawosławnym.